# Metal Gear Solid 3: Snake Eater Original Soundtrack
Metal Gear Solid 3: Snake Eater Original Soundtrack – oficjalna ścieżka dźwiękowa do gry Metal Gear Solid 3: Snake Eater. Album składa się z 2 płyt i wielu utworów kompozytorów: Harry Gregson-Williams, Norihiko Hibino, Cynthia Harrell, Tappy i Starsailor. Została wydana na japońskim rynku 17 grudnia 2004 przez Konami Music Entertainment, a w Niemczech w 2005 roku przez Konami Of Europe GmbH.

## Lista utworów

### Dysk 1
| #   | Tytuł                                                      | Kompozytor                                                        | Długość |
| --- | ---------------------------------------------------------- | ----------------------------------------------------------------- | ------- |
| 1.  | Snake Eater (Cynthia Harrell)                              | Norihiko Hibino (słowa i muzyka) Cynthia Harrell (śpiew)          | 2:58    |
| 2.  | "METAL GEAR SOLID" Main Theme (METAL GEAR SOLID 3 version) | Original music by TAPPY zaaranżowany przez Harry Gregson-Williams | 6:32    |
| 3.  | CQC                                                        | Harry Gregson-Williams                                            | 2:28    |
| 4.  | Virtuous Mission                                           | Harry Gregson-Williams                                            | 6:08    |
| 5.  | On The Ground ~ Battle In The Jungle                       | Norihiko Hibino                                                   | 3:54    |
| 6.  | KGBVSGRU                                                   | Harry Gregson-Williams                                            | 3:48    |
| 7.  | Shagohod                                                   | Harry Gregson-Williams                                            | 3:47    |
| 8.  | Operation Snake Eater                                      | Norihiko Hibino                                                   | 1:14    |
| 9.  | Mission Briefing                                           | Harry Gregson-Williams                                            | 3:10    |
| 10. | Across The Border ~ Snake Meets The Boss                   | Harry Gregson-Williams                                            | 3:11    |
| 11. | Eva's Unveiling                                            | Nobuko Toda, Norihiko Hibino                                      | 1:50    |
| 12. | Ocelot Youth ~ Confrontation                               | Harry Gregson-Williams, Norihiko Hibino                           | 3:12    |
| 13. | The Cobras In The Jungle                                   | Harry Gregson-Williams                                            | 3:26    |
| 14. | The Pain                                                   | Norihiko Hibino                                                   | 1:50    |
| 15. | The Fear                                                   | Norihiko Hibino                                                   | 2:12    |
| 16. | Fortress Sneaking                                          | Harry Gregson-Williams                                            | 2:13    |
| 17. | Underground Tunnel                                         | Harry Gregson-Williams                                            | 2:53    |
| 18. | The Fury                                                   | Norihiko Hibino                                                   | 2:25    |
| 19. | Surfing Guitar (66 Boys)                                   | 66 Boys                                                           | 3:07    |
| 20. | Sailor (Starry.K)                                          | Starry.K                                                          | 3:32    |
| 21. | Salty Catfish (66 Boys)                                    | 66 Boys                                                           | 3:27    |
| 22. | Old Metal Gear (Starry.K)                                  | Starry.K                                                          | 4:29    |

### Dysk 2
| #   | Tytuł                                | Kompozytor                                            | Długość |
| --- | ------------------------------------ | ----------------------------------------------------- | ------- |
| 1.  | Battle In The Base                   | Norihiko Hibino                                       | 4:18    |
| 2.  | Volgin, The Torturer                 | Harry Gregson-Williams, Norihiko Hibino               | 2:18    |
| 3.  | The Sorrow ~ Everlasting Fight       | Harry Gregson-Williams, Shuichi Kobori                | 3:51    |
| 4.  | Clash With Evil Personified          | Norihiko Hibino                                       | 1:52    |
| 5.  | Sidecar - Escape From The Fortress - | Harry Gregson-Williams                                | 2:07    |
| 6.  | Sidecar - On The Rail Bridge -       | Harry Gregson-Williams                                | 2:20    |
| 7.  | Takin' On The Shagohod               | Norihiko Hibino                                       | 2:03    |
| 8.  | Escape Through The Woods             | Norihiko Hibino                                       | 3:37    |
| 9.  | Troops In Gathering                  | Harry Gregson-Williams                                | 1:56    |
| 10. | Life's End                           | Harry Gregson-Williams                                | 1:48    |
| 11. | Last Showdown                        | Norihiko Hibino                                       | 3:12    |
| 12. | The Return Of The MiGs               | Norihiko Hibino                                       | 1:51    |
| 13. | Don't Be Afraid (Elisa Fiorillo)     | Rika Muranaka (muzyka i słowa) Elisa Fiorillo (śpiew) | 5:42    |
| 14. | Eva's Reminiscence                   | Norihiko Hibino                                       | 4:53    |
| 15. | Debriefing                           | Harry Gregson-Williams                                | 7:21    |
| 16. | Way To Fall (starsailor)             | James Walsh, James Stelfox, Ben Byrne, Barry Westhead | 4:31    |
| 17. | Rock Me Baby (66 Boys)               | 66 Boys                                               | 2:29    |
| 18. | Pillow Talk (Starry.K)               | Starry.K                                              | 5:19    |
| 19. | Jumpin' Johnny (Chunk Raspberry)     | Chunk Raspberry                                       | 3:28    |
| 20. | Sea Breeze (Sergei Mantis)           | Sergei Mantis                                         | 3:43    |
| 21. | Snake vs Monkey                      | Kobo                                                  | 1:34    |